# Sjörået

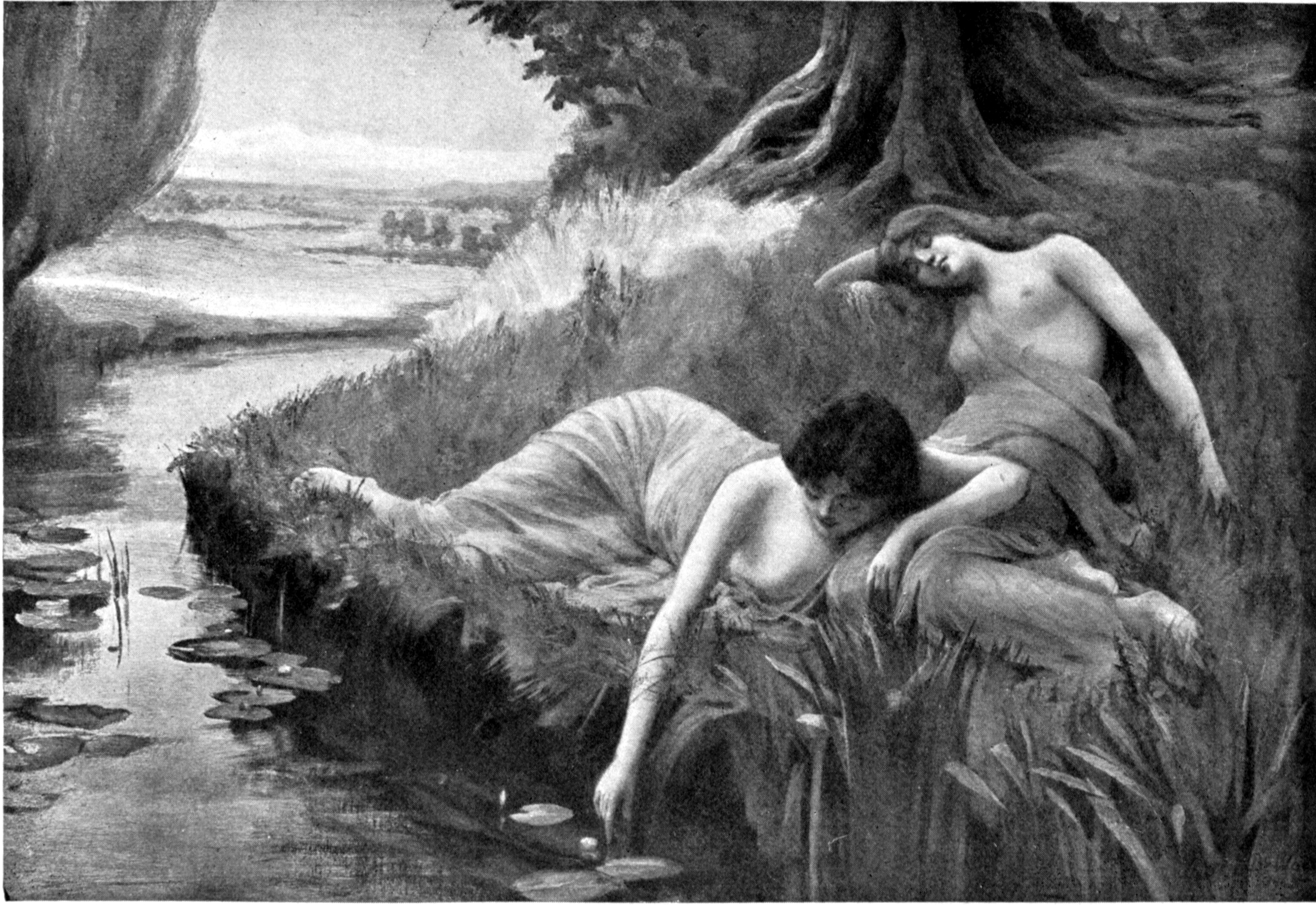
Illustrationen Huldra's Nymphs från 1909 av konstnären Bernard Evans Ward från bokverket Myths of the Norsemen from the Eddas and Sagas, som föreställer en sorts sjörån.

Sjörået är i nordisk folktro namnet på den ande eller rådare som vakar över en tjärn, en insjö eller – om det är ett mäktigt sjörå – över ett helt sjösystem. I fornnordisk tradition motsvaras sjörået av Ran[källa behövs] och de uppvisar likheter med grekiska berättelser om vattennymfer. Andra namn på sjörået är nixa, nikse, sjöfru eller sjöfröken.
Liksom skogsrået var hon en förförisk kvinnlig humanoid, som ibland kunde ha ihålig rygg eller vara delvis täckt med fjäll. Hon visade sig nästan enbart för ensamma män, som vistades i sjöns närhet, där hon med förtjusning brukade sitta på en sten och kamma sitt långa, mörka svepande hår. För att undvika närkontakt med henne kunde man lätt skrämma bort henne med ett metallföremål. Ett sådant knep var att kasta fiskekniven framför hennes fötter och vips var hon försvunnen. Om sjörået syntes hänga tvätt på stranden eller på en holme, så ansågs det förebåda oväder. 
Sjörået höll sig ibland med kreatur som kallades sjönöt eller sjökreatur. Dessa kunde vara brokiga eller strimmiga kor som betade i strandkanten, men kunde också förekomma som abborrar eller gäddor som tillhörde hennes sjö. Den som fångade en riktigt stor gädda borde därför se upp, så att det inte var sjöråets skällko som infångades.
Till skillnad från exempelvis näcken så lurade hon sällan folk att drunkna av ren illvilja, utan detta skedde bara som vedergällning för en oförrätt. Till på köpet ogillade dessa båda varelser varandra varför de sällan förekom i varandras vatten.
Genom att dela med sig av sin matsäck, några slantar eller en pris snus till sjörået kunde man i gengäld få god fiskelycka, vilket kan uppfattas som en sorts offergåva. En populär sägen är en om en fiskare som ger en vante (eller strumpa) till sjörået och till tack får god fiskelycka och varnas av henne vid annalkande storm. Berättelsen återges av Olaus Magnus i Historia om de nordiska folken.
Motsvarande väsen i skärgårdens havsmiljö är havsfrun och sjöjungfrun. Sjörået hade dock aldrig fiskstjärt, utan går på två ben.